# Route nationale 5 (Martinique)
Pour les articles homonymes, voir Route nationale 5.
La Route nationale 5, ou RN5, est une route nationale française en Martinique de 27 km, qui prolonge l'autoroute A1 à l'aéroport international de Martinique-Aimé-Césaire (au sud du Lamentin) jusqu'au Marin. Avec l'autoroute, elle constitue le plus grand axe de l'île.

## Tracé
- Aéroport Martinique-Aimé-Césaire, continuité de l'autoroute A1
- Le Lamentin, connectée aux RN 1 et RN 6
- Ducos
- Petit-Bourg (Rivière-Salée)
- Rivière-Salée, connectée à la route des Anses
- Les Côteaux (Sainte-Luce), connectée à la route des Anses
- Trois Rivières (Sainte-Luce)
- Sainte-Luce, connectée à la route des Anses
- Pont sur le Trou au Diable
- Le Marin, connectée à la RN 6

## Historique
- 1951 : Création entre Fort-de-France et Le Marin par Le Lamentin, Ducos, Petit-Bourg (Rivière-Salée) et Rivière-Pilote.
- 1963 : Le tronçon entre Fort-de-France et la RN1 au nord-ouest du Lamentin devient l'autoroute A1. À Fort-de-France, RN1 reprend le tracé.
- Années 1980 : contournement par l'ouest de Ducos, Petit-Bourg, Rivière-Salée et Rivière-Pilote. L'ancien tracé devient les RN7 (entre Le Lamentin et Petit-Bourg) et RN8 (entre Petit-Bourg et Le Marin).
- 1984 : Ouverture du Pont sur le Trou au Diable
- 1990 : Le tronçon entre le nord-ouest du Lamentin et l'aéroport de Martinique-Aimé-Césaire est intégré à l'autoroute A1.
- 2003 : Comme toutes les routes nationales d'outre-mer, la route est transférée au Conseil régional de la Martinique.

## Sites desservis ou traversés

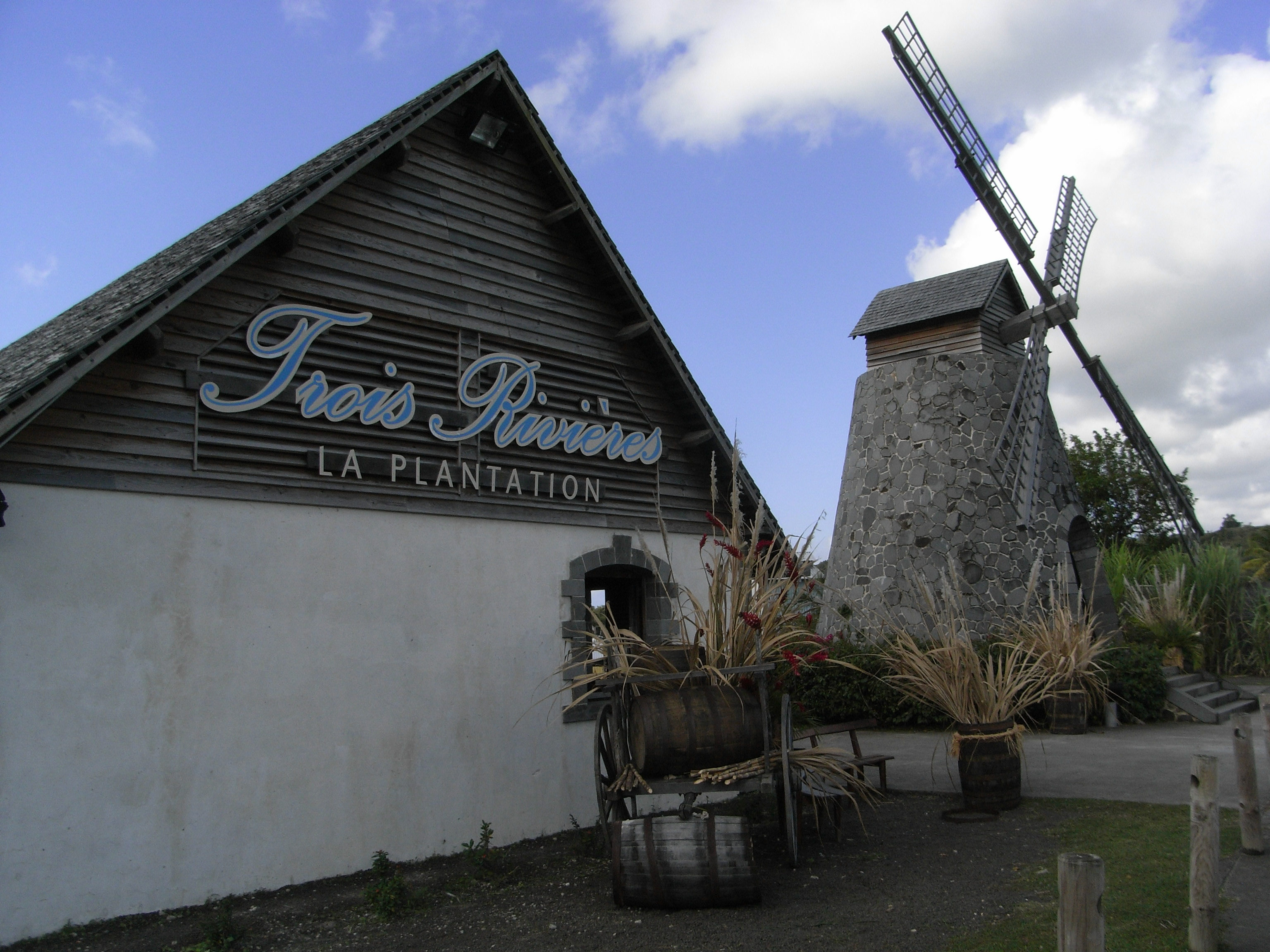
Rhumerie Trois Rivières

- Parc naturel régional de la Martinique
- Aéroport international de Martinique-Aimé-Césaire
- Distillerie Trois-Rivières
- Cul-de-sac du Marin